# キッチンのお姫さま
『キッチンのお姫さま』（キッチンのおひめさま）は、脚本：小林深雪、作画：安藤なつみによる少女漫画作品。

## 概要
講談社の雑誌「なかよし」にて2004年9月号から2008年9月号まで連載された（2006年3月号・2007年12月号は休載）。
平成18年度（第30回）講談社漫画賞児童部門を受賞。
連載前の次号予告のページには現在のタイトル名「キッチンのお姫さま」ではなく「キッチンプリンセス」と掲載されていたが、アメリカ版でのタイトルに使用されている。2008年にはアメリカの少女漫画売り上げランキングで6位に浮上していた。
なお、作中では主人公・風見 七虹香の名前が「ナジカ」とカタカナ表記されているが、本項では「七虹香」と表記する。

## あらすじ
風見七虹香は料理が得意な中学生。幼い頃、両親を亡くして孤児となり悲嘆にくれていた時に、謎の少年に助けられ、手渡してくれたプリンを通して美味しいものを食べる喜びを教えられる。
彼と、「世界一おいしいお菓子を食べさせてあげる」という約束を交わし、それから七虹香は彼のことを「プリンの王子様」として心の中で思い続ける。
彼がくれたプリンと一緒についていたスプーンには、名門学園「星花学園」の紋章が刻まれていたため、これを手掛かりに、七虹香は星花学園へ転入するのだが……。

## 登場人物

### メインキャラクター
風見 七虹香（かざみ なじか）
本作の主人公。初登場時は中学1年生。愛称や作中での表記は「ナジカ」。
大好きなことおよび特技は料理と食べること。将来の夢は、両親ように立派なパティシエになること。
幼い頃に、高名なパティシエであった両親を船の事故で亡くし、北海道の児童養護施設「ラベンダーハウス」で孤児として暮らす事になる。
両親を亡くし、落ち込んでいた際に、プリンを通して美味しいものを食べる喜びを教えてくれた謎の少年と「いつか世界一おいしいお菓子を食べさせてあげる」という約束を交わし、それ以降彼を「プリンの王子様」と心の中で思い続けている。
「プリンの王子様」からもらったスプーンには星花学園の校章が刻まれていたため、何か手がかりがつかめるのではとの思いから、中学進学と共に東京の星花学園中等部に転校する。星花学園入学後は、何かの分野で才能を認められた生徒のみが通うことのできる「Aクラス」（通称：「特例クラス」）に編入するが、コンクールの入賞や全国大会の出場など、これといった実績がないため、「特例クラスに入っているのはおかしい」と思ったクラスメイトの茜や彼女の友人たちにいじめられてしまうが、クラスになじめないことにめげることなく、学園の敷地内にある食堂「フジタ食堂」で店の経営を手伝いながら料理の腕を磨いてゆく。
転校当日から、困ったときや落ち込んだときに助けてくれる北沢空に惹かれてゆき、彼に「絶対味覚」という食べたものや飲んだものの材料やその分量をぴたりと言い当てることのできる才能があることを見出される。空の弟であり、Aクラスではクラスメイトの北沢大地には、当初はサルと呼ばれていたが、次第に仲良くなっていく。大地に片思いしてきた茜からは、大地と仲良くなっていくことで更に妬みを持たれてしまい、学園の大食堂で大ゲンカをしてしまうが、お互いに腹を割って思いを口にしたことで、仲が良くなるきっかけが生まれる。
空に告白し、「全日本洋菓子コンクール」で優勝したら返事をもらおうとしていた矢先、彼が交通事故により他界してしまう。彼の死が原因で、味覚障害となってしまい、空の父である学園の理事長から疫病神呼ばわりされ、コンクールで優勝する約束も守れなかったため、自ら学園を去っていこうとしたが、空の遺志を受け継いだ大地の尽力で普通科に編入し、学園に残ることができた。このためクラスが変わり、学園の寮にも住めなくなったため、「フジタ食堂」の空き部屋に居候することになった。
空の死から立ち直っていくなか、空に瓜二つの天才料理少年・水野星夜が目の前に現れる。理事長が新設する製菓学校のPRキャラクターに水野星夜を起用することで、ナジカの居場所を学園から奪おうとする目論見に負けることなく、自らの料理の腕や料理を食べる人の喜ぶ顔が見たいという思い、大地や茜たちの支援から、困難を乗り越えていく。
そうしていく中で、「プリンの王子様」の正体が気になりつつも、大地のことが好きだという自分の気持ちに気づいてゆく。フランスで開催されたパティシエコンクールに挑戦することになるが、現地に到着した際に「ラベンダーハウス」の園長である萩尾先生が急病で倒れた連絡を聞き、コンクール出場は断念し、同じく参加予定であった星夜に思いを託して帰国する。
萩尾先生を見舞った後、「プリンの王子様」と初めて出会った場所で、大地がずっと思い続けてきた「プリンの王子様」であることを告白され、両思いになる。
北沢 大地（きたざわ だいち）
七虹香のクラスメイトで、茜と幼なじみ。バスケットボールをしている。星花学園理事長の息子であり、星花学園生徒会長・北沢空の弟。周囲からは優等生である空と比較されており、本人も兄弟仲は悪いと自負している。
幼い頃に母親を亡くしており、その原因は父親にあるとの考えから、父・兄と距離を置くべく、実家を離れて学生寮に入寮している。幼い頃から茜に好意を持たれているがまったく気づいておらず、様々な困難にもめげずに、大好きな料理をしながら前向きに行動する七虹香に惹かれていく。
ぶっきらぼうなところもあるが、茜たちにいじめられていた七虹香を励ますなど、優しい一面もある。
七虹香より「空に告白する」という思いをきかされた際はその苛立ちから七虹香に無理矢理キスをしてしまう。また、七虹香の腕時計が壊れていることを知り、彼女に腕時計を買うが、その時計を茜が盗んでしまい、茜の策略によって誤解をし、七虹香にひどく言ってしまうなど、彼女を傷つけることもあった（いずれも彼女に謝罪し、和解に至っている。特に後者に関しては空に厳しく叱責されている）。
空の死後、父親や周囲から「空の死の元凶」として弾圧される七虹香を必死に庇い、七虹香を学園に残すために例え全てを捨てることになってでも、空の遺志を受け継いで彼女を守る決意を固め、兄に代わって生徒会長を引き継ぐことを父親に宣言。新生徒会長として、学園の様々な業務をこなすようになる。
幼い頃に北海道へ旅行した際、別荘を飛び出した時に追いかけてきた母が事故で亡くなったショックから記憶障害になり、当時の記憶を断片的に失っている。
このままでは大地は自分が母親を殺したと自分自身を責めてしまうのではないかという空の頼みから、父親は母親の死因を自殺だと大地に伝える。
当時の使用人たちの「旦那は仕事のことばかりで、その寂しさから夫人は自殺したのではないか」という言葉を聞いてしまい、父親が母を死に至らせたと思い込んでいた。
実はこの旅行の際に七虹香と出会っており、彼自身が「プリンの王子様」の正体である。大地自身は北海道旅行の記憶を失くしていたため終盤まで思い出すことがなかった。この時に七虹香に手渡したプリンは、大地が宿泊先のホテルから持ち出したものであり、そのホテルで料理をしていたのが、水野星夜に料理を教えた彼の父親であった。
北沢 空（きたざわ そら）
星花学園の生徒会長で、大地の兄。七虹香・大地・茜の1学年上。特技はピアノで、パリのコンクールでの優勝経験もある。女子からの人気が高い。
七虹香が落ち込むたびに懸命に励ましたり、「全日本洋菓子コンクール」への出場をうながすなど七虹香を支援していたが、本心は、父親の狙いの元、七虹香を新設する製菓学校のPRキャラクターに起用して学園の規模を拡大するためのものであった。
その思いから、七虹香に「「プリンの王子様」なのでは？」と尋ねられた際、そうだと返事をしてしまうも、純粋な気持ちで料理をがんばる七虹香の姿を見ているうちに、このままでよいのか思い悩んでいく。
「全日本洋菓子コンクール」に七虹香が出場する際、材料のバニラビーンズを届けに行こうとした矢先、交通事故に遭う。重体となって病院に担ぎ込まれ、七虹香に自分は本当は「プリンの王子様」ではないこと、これまでのことを謝罪し、この世を去る。
「なかよしラブリー」には、空を主人公とした番外編が掲載されており、星花学園入学前に東京にやってきたばかりの七虹香との出会いが語られている。
岸田 茜（きしだ あかね）
七虹香のクラスメイト。大地・空とは幼馴染。ファッション雑誌「ストロベリー」で専属モデルを務めている。
当初は、これといった実績がないのに「特例クラス」に転入してきたうえ、幼い頃から片思いしてきた大地と次第に仲良くなっていく七虹香を煙たがっており、友人たちと七虹香をいじめの対象にしていた。
大地に対して素直になれず、七虹香に対しても意地悪しかできない自分自身に嫌気が差し、自暴自棄になり無理なダイエットをした結果、摂食障害を引き起こしてしまう（一時はライスケーキの差し入れを持ってきた大地に諭されてダイエットをやめたが、そのライスケーキが七虹香の手作りだったと知ると「七虹香の手料理を食べるくらいなら死んだ方がまし」と再び始めてしまった）。よって、モデルの仕事も「不健康なイメージがある」と干されてしまうが、七虹香が茜を励まそうと、亡くなった祖母の思い出の味であるピーチパイを作ってくれたことをきっかけに七虹香に対する嫌がらせをやめ、少しずつ七虹香を見直すようになり、モデルの仕事にも前向きに取り組むようになる。
しかし、大地への思いを抱えつつも、七虹香と大地が仲良くしている光景を見るたびに精神的に追い詰められてゆき、大地が七虹香にプレゼントした腕時計を盗んでしまう。学園の大食堂で七虹香と大ゲンカするが、お互いに腹を割って思いのたけをぶつけあったことで、七虹香にこれまでのことを謝罪し、親しくなる。
七虹香が味覚障害になった際には料理を作ったり、コンクールに出場する七虹香のためにレシピ作りの相談に乗るなど、次第に七虹香にとって良き親友となっていく。ただし、七虹香のための料理が人生初の料理であり、その後は家のキッチン使用禁止令を母親から出されるほど料理が下手。
何事も前向きに行動する七虹香に影響され、自分の思いに素直になることを決め、大地に手作りのミルフィーユを手渡し、告白するが、ふられてしまうものの、思いがふっ切れた事で自分に磨きをかけることに努力していく。
水野星夜が転校してきた際は、彼が七虹香の邪魔をしようとしていたことから快く思っていなかったが、次第に打ち解けていき、異性として意識するようになった。
「なかよしラブリー」に物語のその後のストーリーとして、星夜と共にブラックデーを過ごすエピソードが掲載されている。
フジタさん
「フジタ食堂」の調理師。見た目は老けて見えるが、実は28歳。「エトワール」という2つ星レストランで勤務していたが、同僚であり恋人でもあった女性に、仕事のミスをなすりつけられてしまったことで、店を去った。
「フジタ食堂」オープン後は、料理に真剣に取り組むことができないでいたが、七虹香が現れてからは、料理への情熱を思い出していき、悩む七虹香にアドバイスをしたり、七虹香のピンチには料理の腕前をふるってPTAを感心させるなど、料理人として再起していく。
実家はケーキ屋で、昔ながらの職人気質な父親が経営しているものの、父親とは仲が悪い。七虹香の母親の香もこの店で働いていたことがあり、幼い頃のフジタによくしてくれたとの事。
いつも謎の格言が筆文字で書かれたTシャツを着ており、そのデザインは読者から募集されることもあった。
水野 星夜（みずの せいや）
空の他界後、新設する製菓学校のPRキャラクターとして起用するために、北海道から星花学園に転入にしてきた天才料理少年。外見は空に瓜二つで、七虹香や大地、茜たちも当初は戸惑いを見せる。
北海道でリゾートホテルを経営する「水野グループ」の一人息子で、幼い頃から料理の英才教育を受けてきた。料理修行が嫌になって家を飛び出した際に、「ラベンダーハウス」にたどり着き、そこで周囲の評価を気にせずに純粋に料理を楽しむ七虹香の姿を見て、憎しみを抱きつつも、うらやましいという思いに駆られる。
負けず嫌いで、料理に関しては熱くなる性格。常に上を目指す努力家。星花学園転入後、生徒会執行部を審査員とした料理対決で七虹香に負けてしまい、「フジタ食堂」へ（勝手に）料理修行へやって来る。そして、一番大切なのは食べている人に笑顔になってもらうことだということを理解し、七虹香に異性として好意を抱き、告白するも失敗。後に茜と親密な関係になっていく。
フランスで開催されたパティシエコンクールに、七虹香と共に挑戦することになるが、七虹香は萩尾先生が急病で倒れた連絡を聞き、コンクール出場は断念し帰国する。その際に、七虹香から託された思いを受け、七虹香の思いも重ねたレシピを考案し、コンクールに挑む。

### 星花学園の人々
理事長（りじちょう）
星花学園の理事長で、空と大地の父親。
北海道の計画書によると、フルネームは北沢 悠河。読みは発表されていないが、そのまま読めば、「きたざわ ゆうが」になる。
星空学園の経営を常に優先しており、七虹香のことも新設する製菓学校のPRキャラクターとして起用し、彼女を利用しようと考え、七虹香がパティシエを目指す中学生として注目され始めた際は、マスコミの前で七虹香の両親のことを悲劇的に話すなど、七虹香の生い立ちすらも利用しようとする卑劣漢。
空の助言で、そのような発言はしないと決めるが、その直後に空が急逝。空の死は七虹香のせいとして弾圧し、学園から追放しようと新たなPRキャラクターとして、水野星夜を学園に呼び寄せる。しかし、圧力をかけて七虹香が育った「ラベンダーハウス」を潰そうとしたり、七虹香に水野星夜にわざと負けろと発言することで、料理に関しては正々堂々と勝負したいという志を持つ水野星夜も七虹香サイドについてしまう。
物語終盤では、妻の死から星空学園の経営に打ち込みすぎてしまい、息子である大地につらく当たってしまってきたことを反省し、心を開くようになった。

生徒会副会長（ふくかいちょう）
七虹香と星夜の料理対決で、審査員として登場。三つ編みでめがねをかけている。
1度だけ「フジタ食堂」を利用したことがあり、コーヒーに砂糖を3杯も入れる姿を七虹香に覚えられていた。料理対決で七虹香が作ったマドレーヌを気に入り、その後「フジタ食堂」の常連に。

生徒会書記（しょき）
七虹香と星夜の料理対決で、審査員として登場した男子生徒。

結城（ゆうき）
「特例クラス」の生徒で、茜の友人。七虹香を目の敵にし、茜がピーチパイの一件で七虹香に対する嫌がらせをやめた後もなお、PTA会長兼弁護士である親に頼って「フジタ食堂」を潰そうとするが、失敗に終わる。番外編にも登場し、七虹香に嫌がらせをしたが、再び失敗。

### 七虹香の両親
風見 七瀬（かざみ ななせ）
七虹香の父親でパティシエ。
独創的なレシピを次々に考案する新進気鋭のパティシエとして人気を集めていた。船の事故で死亡。
風見 香（かざみ かおり）
七虹香の母親で、同じくパティシエ。
若い頃に、フジタさんの実家であるケーキ店で働いていた。伝統的で美しいお菓子を作るのが得意。夫と同じく船の事故で死亡。

### ラベンダーハウス
萩尾 裕子（はぎお ゆうこ）
七虹香が住んでいた児童養護施設「ラベンダーハウス」の園長であり、七虹香をはじめとする、身寄りをなくした子どもたちの良き親代わり。
第1話から登場していたが、フルネームが明かされたのは第20話だった。
小柄で大きな丸眼鏡をかけており、優しい笑顔が特徴。七虹香のために新しいエプロンをプレゼントしたり、手編みのセーターを作るなど、東京で暮らすことになった七虹香のことも心から思いやっている。
フランスで開催されたパティシエコンクールの時、急病で倒れてしまうが幸い命に別状はなく、一命を取り留めた。
風太（ふうた）
ラベンダーハウスに住むことになった少年。七虹香と同様に両親を亡くす。ラベンダーハウスにきたばかりの頃は周囲に馴染めず、意地悪ばかりしていたが、七虹香に叱られ、抱きしめられたことで、心を開く。好物はバナナ。嫌いな食べ物はニンジン。
米（マイ）
ラベンダーハウスに住んでいる少女。七虹香と同様に両親を亡くす。実は風太が好き。小説版に登場。

### その他
岸 夜梨子（きし よりこ）
有名な料理記者。彼女の売る本はベストセラーで、紹介した店も行列になるほど。七虹香が出場した「全日本洋菓子コンクール」では審査員をしており、七虹香の才能を認めている。
七虹香と星夜の料理対決で生徒会執行部が審査員をした際、全員が七虹香を推したことに納得できなかった星夜に、七虹香には食べる人のことを思った料理を作ることができる料理人としての心得があることを伝える。
空・大地の母
息子たちを心から愛する良き母親であったが、北海道旅行の際に別荘から飛び出した大地を追いかけて行く途中で、工事現場から落下した鉄骨の下敷きになり、死亡。
大地は、父から「母親は自殺した」と聞かされており、死の原因は父親自身なのではないかと恨んでいた。
茜の母
娘同様、モデルを務めている。二人で買い物に行くと服を大量に買い込むため、大荷物になってしまうとのこと。
理事長が七虹香を学園から追い出すために、七虹香と水野星夜の力量をPTAに見せつけようと開催したアフタヌーンティーのティーパーティーに参加。七虹香による、「Happy Birthday」と書かれたサプライズのプレートに歓喜する。

### 番外編のみの登場人物
フジタさんの父
七虹香が一度、「フジタ洋菓子店」でアルバイトをした際に登場。頑固で典型的な職人気質だが、根は優しい。結城に嫌がらせをされた七虹香の窮地を救った。
大原 小麦（おおはら こむぎ）
番外編に登場。「フジタ食堂」の常連客。幼馴染の一秋に復讐したいということで、七虹香に弟子入り志願をする。
吉野 一秋（よしの かずあき）
番外編に登場。小麦の幼馴染。野球部所属。
高梨 杏樹（たかなし あんじゅ）
小説版に登場。作中では、「ふわふわの長い髪」をした「真っ白なパウダーシュガーをふりかけたシュークリームみたいにかわいい」女の子とされている。背は小さくて、色が白い。黒目がちの大きな瞳と、頬に影を落とすほどの長いまつげが特徴。また、声も「鈴を転がすような、可憐な声」とのこと。おとなしい性格をしている。
父親は、有名な指揮者の高梨政二。母親は、ピアニストの高梨紘子。祖母もまた、有名なピアニスト。七虹香は、杏樹に頼まれて、「天使の白いケーキ」を作ることになる。

## エピソード
30話において、七虹香が作ろうとしているマドレーヌの材料の中に、明治製菓の製品（のラベル）があった。実は、該当話が掲載された『なかよし』2007年3月号において、件のメーカーの商品を使った、本編とは無関係な料理を、七虹香が作る、という設定のショート漫画風の広告が掲載されており、その絡みで描かれたもの。

## 書誌情報
- 安藤なつみ 『キッチンのお姫さま』 講談社〈講談社コミックスなかよし〉、全10巻
  1. 2005年2月2日発行、ISBN 4-06-364069-8
  2. 2005年8月3日発行、ISBN 4-06-364083-3
  3. 2005年12月2日発行、ISBN 4-06-364097-3
  4. 2006年4月26日発行、ISBN 4-06-364109-0
  5. 2006年8月2日発行、ISBN 4-06-364117-1
  6. 2007年2月6日発行、ISBN 978-4-06-364134-9
  7. 2007年6月6日発行、ISBN 978-4-06-364149-3
  8. 2007年11月6日発行、ISBN 978-4-06-364166-0
  9. 2008年6月6日発行、ISBN 978-4-06-364187-5
  10. 2008年11月6日発行、ISBN 978-4-06-364202-5
- 小説、キッチンのお姫さま〜天使のケーキを探せ！〜 2008年3月18日発行、ISBN 978-4-06-373320-4